# Aulamorphoides pectinicornis
Aulamorphoides pectinicornis es un coleóptero de la familia Chrysomelidae. Fue descrita en 1926 por Laboissiere.